# 猫伝染性腹膜炎
猫伝染性腹膜炎（ねこでんせんせいふくまくえん、feline infectious peritonitis; FIP）は、『猫伝染性腹膜炎ウイルス（FIPV）』を原因とするネコの症状。人には感染しない。FIPVは猫の80％が感染していると言われている『猫腸コロナウイルス（FeCV）』の変異型だが、現在の抗体検査、遺伝子検査の精度では区別ができない。抗体価が高いこととFIPの発症には、直接の関係はない。遺伝子検査で、腸粘膜でしか繁殖しない猫腸コロナウイルスが、腸以外（腹水、胸水）から検出した場合FIPと考えられる。

## 原因
猫伝染性腹膜炎ウイルス（feline infectious peritonitis virus; FIPV）はコロナウイルス科コロナウイルス属に属する、猫コロナウイルス（FCoV）の一種である。犬コロナウイルスや豚伝染性胃腸炎ウイルスと血清学的に交差する。このウイルスは、通常自然界には存在せず、猫腸コロナウイルス（feline enteric coronavirus; FeCV）という病原性に乏しいウイルスが、ある時、猫の体内で突然変異したものである。なお、発症した猫からほかの猫へFIPウイルスが感染することは、事実上ないようである。

## 疫学
猫腸コロナウイルスは、世界のほとんどの地域に存在し、糞便中に排泄され、経口、経鼻的に感染が成立する。垂直感染も起こる。
若いネコで進行しやすく、症例の約7割が1歳6か月未満、約半数が0歳7か月未満とされる。

## 症状
感染初期に、発熱、食欲不振、嘔吐、下痢、体重減少など非特異的な症状を示し、進展すると滲出型（ウェットタイプ）あるいは非滲出型（ドライタイプ）の症状を示す。特に滲出型では予後が悪い。
滲出型では進行性の腹部膨満、胸膜滲出による呼吸困難を呈する。
非滲出型では眼病変、黄疸、化膿性肉芽腫形成による腎腫大、発作や四肢の麻痺などの神経症状、腸間膜リンパ節炎を呈する。

## 診断
猫胎子株化細胞（fcwf-4細胞）を用いてのウイルス分離、RT-PCR、蛍光抗体法、ELISAが用いられる。ただし、血清診断では猫腸コロナウイルスとの鑑別はできない。

## 治療
つい最近までは有効な治療法はなく、対症療法で症状緩和と延命を図るしかないとされた。致死性は子猫に高く、老齢猫では発症後のインターフェロンやステロイド剤投与で2年以上生存するケースもある。 
2018年6月基準、乾性型（ドライタイプ）の場合、ポリプレニル (PI)投与がインターフェロンやステロイドより場合によっては症状緩和と延命により効果的なことが判った。但し、完治はできないし湿性型（ウェットタイプ）には効かない。そして、一生投与せねばならない。つまり、乾性型にまだ有効な治療薬は存在しないが、ポリプレニル (PI) が症状緩和と延命に最も効果的とされる。
湿性型（ウェットタイプ）の場合、2017年末、ついにgc376という有効な治療薬がアメリカから開発された。gc376投与で湿性型は完治できるようになったが（アメリカや韓国の臨床試験では2018年現在、gc376を主に使うコンビネーション治療法で完治報告が出ている／残念ながら乾性型には湿性型程の劇的な効果は無く、全く効かないという意見もある）まだ治験薬であるため、日本で取り扱っている（＝臨床試験に参加している）動物病院は極稀、もしくはまだ無いと思われる。gc376の臨床試験での完治に至るまでの有効な治療期間は平均6週間であり、治験薬故に相当な高価で臨床試験の参加に同意する条件で治療を受けるとしても週に最低30万円以上の治療費が掛かる（韓国の場合）。

## 予防
アメリカで生ワクチンが開発されているが、日本では使用されていない。
免疫力が低下した猫が発症しやすいため、条件の悪い多頭飼いや、猫免疫不全ウイルス（FIV）、猫白血病ウイルス (en:feline leukemia virus: FeLV) などに感染している場合は注意が必要である。室内での快適な生活環境を確立して、猫の自己免疫力を高めることが、重要だとされている。